# 伊藤遼哉
伊藤 遼哉（いとう りょうや、1998年5月2日 - ）は、東京都出身のプロサッカー選手、代理人。ポジションはミッドフィールダー。

## 来歴
東京生まれで幼稚園からサッカーを始めた。7歳から12歳までシドニーに在住。2010年にはスイスに移住し、FCチューリッヒ、グラスホッパー・クラブ・チューリッヒのユースチームでプレー。その後は、バイエルン・ミュンヘンの下部組織に入団して、2014年8月12日にシャルケ04のU-17チームに移籍し、デビュー戦でゴールを決めるなど活躍した。2016年7月にはフォルトゥナ・デュッセルドルフへと移籍した。
2018年、Jリーグ・サガン鳥栖に加入。2019年6月、海外再挑戦を目的にクラブと合意の元契約解除。同年8月、ドイツ4部に相当するレギオナルリーガ・ノルト（北部）のSSVイェッデローに加入。
2020年1月31日、バイエルンリーガ・ズュート（南部）（ドイツ5部）のTSV 1880ヴァッサーブルクに加入。2020年6月15日、レギオナルリーガ・ヴェスト（西部）のSFロッテに加入を発表。2021年6月、レギオナルリーガ・ヴェストのSV リップシュタットに移籍。
2022年現在はエージェント企業に代理人として所属している。中野伸哉や福井太智を顧客に持ち、福井のFCバイエルン・ミュンヘン移籍を手掛けた。

## 人物
東京ヤクルトスワローズ投手の寺島成輝とは旧知の仲。

## 所属クラブ
ユース経歴
- FCチューリッヒ U-13
- グラスホッパー・クラブ・チューリッヒ U-14, U-15
- バイエルン・ミュンヘン U-15, U-16
- シャルケ04 U-17, U-19
- フォルトゥナ・デュッセルドルフ U-19

プロ経歴
- 2018年 - 2019年6月 サガン鳥栖
- 2019年8月 - 12月  SSVイェッデロー（ドイツ語版）
- 2020年   TSV 1880ヴァッサーブルク（ドイツ語版）
- 2020-2021年  シュポルトフロインデ・ロッテ
- 2021-2022年  SV リップシュタット（英語版）

## 個人成績
| 国内大会個人成績 | 国内大会個人成績    | 国内大会個人成績 | 国内大会個人成績 | 国内大会個人成績 | 国内大会個人成績 | 国内大会個人成績 | 国内大会個人成績 | 国内大会個人成績 | 国内大会個人成績 | 国内大会個人成績 | 国内大会個人成績 |
| 年度             | クラブ              | 背番号           | リーグ           | リーグ戦         | リーグ戦         | リーグ杯         | リーグ杯         | オープン杯       | オープン杯       | 期間通算         | 期間通算         |
| 年度             | クラブ              | 背番号           | リーグ           | 出場             | 得点             | 出場             | 得点             | 出場             | 得点             | 出場             | 得点             |
| 日本             | 日本                | 日本             | 日本             | リーグ戦         | リーグ戦         | リーグ杯         | リーグ杯         | 天皇杯           | 天皇杯           | 期間通算         | 期間通算         |
| ---------------- | ------------------- | ---------------- | ---------------- | ---------------- | ---------------- | ---------------- | ---------------- | ---------------- | ---------------- | ---------------- | ---------------- |
| 2018             | 鳥栖                | 26               | J1               | 0                | 0                | 1                | 0                | 0                | 0                | 1                | 0                |
| 2019             | 鳥栖                | 26               | J1               | 0                | 0                | 0                | 0                | 0                | 0                | 0                | 0                |
| ドイツ           | ドイツ              | ドイツ           | ドイツ           | リーグ戦         | リーグ戦         | リーグ杯         | リーグ杯         | DFBポカール      | DFBポカール      | 期間通算         | 期間通算         |
| 2019-20          | イェッデロー        | 26               | レギオナル北     | 8                | 2                |                  |                  |                  |                  | 8                | 2                |
| 2019-20          | ヴァッサーブルク    | 9                | バイエルン南     | 0                | 0                |                  |                  |                  |                  | 0                | 0                |
| 2020-21          | SFロッテ            | 7                | レギオナル西     | 18               | 1                | 1                | 0                |                  |                  | 19               | 1                |
| 2021-22          | SV リップシュタット | 11               | レギオナル西     | 8                | 0                | 1                | 1                |                  |                  | 9                | 1                |
| 通算             | 日本                | 日本             | J1               | 0                | 0                | 1                | 0                | 0                | 0                | 1                | 0                |
| 通算             | ドイツ              | ドイツ           | レギオナル北     | 8                | 2                |                  |                  |                  |                  | 8                | 2                |
| 通算             | ドイツ              | ドイツ           | レギオナル西     | 26               | 1                | 2                | 1                |                  |                  | 28               | 2                |
| 通算             | ドイツ              | ドイツ           | バイエルン南     | 0                | 0                |                  |                  |                  |                  | 0                | 0                |
| 総通算           | 総通算              | 総通算           | 総通算           | 34               | 3                | 3                | 1                | 0                | 0                | 37               | 4                |

## 代表歴
- U-16日本代表
  - 第11回デッレナツィオーニトーナメント（2014年）
- U-17日本代表
  - 第22回バツラフ・イェジェク国際ユーストーナメント（2015年）